# Calothorax
Calothorax es un género de aves apodiformes de la familia Trochilidae —los colibríes—, que agrupa apenas a dos especies nativas de América del Norte, cuyas áreas de distribución se encuentran entre el extremo suroeste de Estados Unidos y el sur de México. A sus miembros se les conoce por el nombre común de colibríes o tijeretas.

## Características
Los colibríes de este género son bastante parecidos entre sí, miden entre 8 y 9 cm de longitud. Tienen picos largos y ligeramente decurvados, y los machos tienen colas bastante largas y fuertemente graduadas. Los machos son verdes por encima y blancos por debajo, con gorguera púrpura, pico largo y flancos verde oscuro. Las hembras son de color beige por debajo con estrías postoculares pálidas.

## Taxonomía
El género Calothorax fur propuesto por el ornitólogo británico George Robert Gray en 1840, y la especie tipo subsecuentemente designada fue Cynanthus lucifer, actualmente Calothorax lucifer.

### Etimología
El nombre genérico masculino «Calothorax» se compone de las palabras del griego «kalos» que significa ‘hermoso’, y «thōrax» que significa ‘pecho’.

## Lista de especies
Según las clasificaciones del Congreso Ornitológico Internacional (IOC) y Clements Checklist/eBird, el género agrupa a las siguientes especies con el respectivo nombre popular de acuerdo con la Sociedad Española de Ornitología (SEO):
| Imagen | Nombre científico  | Autor            | Nombre común    | Estado de conservación | Distribución |
| ------ | ------------------ | ---------------- | --------------- | ---------------------- | ------------ |
|        | Calothorax lucifer | (Swainson), 1827 | colibrí lucifer | LC                     |              |
|        | Calothorax pulcher | Gould, 1859      | colibrí bonito  | LC                     |              |